# Johann Bernhard Keup
Johann Bernhard Keup (* 1755 in Moers; † 1. August 1802 in Deventer) war ein deutscher Mediziner.

## Leben
Der Sohn eines Kaufmanns hatte das Gymnasium seiner Geburtsstadt besucht und studierte an der Universität Duisburg. Dort promovierte er am 6. September 1773 zum Doktor der Medizin. Nach einem Aufenthalt in Berlin betätigte er sich als praktischer Arzt in Mülheim am Rhein, Solingen, Winterswijk und Duisburg. Während seiner Zeit in Deutschland hatte er sich besonders durch einige eigene Schriften und als Übersetzer medizinischer Lektüre einen Namen gemacht. Dabei lag vor allem sein Hauptaugenmerk auf der Literatur der Niederlande. In den letzten Jahren seines Lebens hatte er sich in Deventer niedergelassen, wo er zugleich Hospitalarzt war und starb.

## Werke
- Diss. inaug. Quaestio: Quinam cibi proprie viscidi fint vocandi? Duisburg 1773.
- Libellus pharmaceuticus composita et praeparata praecipua praeparandi modum et encheireses exhibens. Duisburg 1789 (online); Digitalisierte Ausgabe der Universitäts- und Landesbibliothek Düsseldorf
- Manuale praxeos medicae medicorum illam auspicaturorum usui dicatum. Stendal 1790, Band 1, (online); 1791, 2. Bd.; 1792, 3. Bd.;
- Manuale pharmaceuticum principiis pharmaciae probatissimie superstructum. Duisburg 1793.
- Etwas über die Kenntniß und Heilung der Wasserscheu, der Folge eines tollen Hundes Bisses. Düsseldorf 1788 (online)

Übersetzungen:
- Abhandlungen über die epidemische Ruhr, besonders des Jahrs 1783. Düsseldorf 1790 (online)
- Arzneikundige Beobachtungen eines Arztes in Amsterdam: Aus dem Lateinischen übersetzt und mit Anmerkungen versehen. 1794.
- Lebensgeschichte des verewigten Petrus Camper. Stendal 1792 (online)
- Abhandlung über die Bestandteile des Wassers nach Lavoisierischen Grundsätzen. Stendal 1792.
- Übersicht der chemischen Theorie des Lavoisier. Stendal 1793.
- Systemamedicinae forensis succinctum, ex editione Germanica anni 1793 in linguam transtulit Latinam. Stendal 1794.
- Über die Beschaffenheit des Gehirns, der Nerven und einige Krankheiten derselben, nebst einem Anhang medicinisch-chirurgischer Beobachtungen. Aus dem Holländischen nach der neusten vermehrten Ausgabe des J. 1790 übersetzt. Stendal 1794.
- Abhandlung über die Rachitis oder englische Krankheit, aus dem Holländischen übersetzt. Stendal 1794.
- Arzneykundige Beobachtungen eines Arztes in Amsterdam. Aus dem Lateinischen übersetzt und mit Anmerkungen versehen. Stendal 1794.